# 甲午战争田庄台遗址
甲午战争田庄台遗址，又名甲午末战殉国将士墓，位于中国辽宁省盘锦市大洼区，占地面积约1万平方米，是为纪念甲午战争中清军殉国将士所修建的纪念性景区，当地民众也称该遗址为“清兵坟”。2001年，由大洼县文化局和盘锦市文物所进一步勘探出地下夯土层，划定保护范围进行保护，2002年建成景区，至2013年被中国国务院批准为第七批全国重点文物保护单位。

## 历史
甲午战争之前，田庄台是扼据辽河下游的水路要津，一度商贾云集、帆樯林立，商号作坊鳞次栉比，是东北地区的辽水古镇。发生于1895年3月7日至9日的田庄台之战，是辽河战役的最后一战，也是中日甲午战争规模最大和最后一次陆战。田庄台在营口北，南临辽河，为营口至山海关的必经之路。营口之战后，清军将领宋庆率部退守田庄台，日军追击而来。此战以清政府的战败而告终，2,300多名清军战殁沙场，600多名无辜百姓惨遭杀戮。遭致毁灭性打击后，古镇繁华一战散尽。至此，中日甲午战争完全结束，清廷随后与日本签订《马关条约》。
2001年，由大洼县文化局和盘锦市文物所进一步勘探出地下夯土层，划定保护范围进行保护。2002年8月，该景区峻工，内设纪念牌坊、将士雕像、纪念浮雕和陈列室四个部分。
2003年4月，甲午战争田庄台遗址被批准为辽宁省文物保护单位。2005年3月，被辽宁省委宣传部命名为“辽宁省爱国主义教育示范基地”。2004年4月，被辽宁省国防教育委员会命名为“辽宁省国防教育基地”。2013年5月，该遗址被中华人民共和国国务院批准为第七批全国重点文物保护单位。

## 战斗经过
自光绪二十年（1894年）中日甲午战争爆发以来，清军在朝鲜和辽东半岛节节败退。北洋水師全军覆没之后，日军佯攻辽阳，实则是为了夺取清军交通枢纽重镇牛庄。清廷误判战局，下令正在围攻海城的清军主力救援辽阳，结果正中日军下怀，日军于是迅速调动部队开始进攻牛庄，意图围歼孤立于牛庄之湘军主力。1895年3月5日，牛庄失守。次日，清军指挥宋庆得报日军大股扑犯田庄台，遂率队回援。先后集结在田庄台的清军达69营，总计清兵2万余人，火炮40门。日军进攻田庄台的部队为第一军第三师团、第五师团，以及第二军第一师团，共有步兵20个大队（约6,000余人），各种火炮109门。

### 前奏
3月7日，日军派出侦察部队到辽河边观察驻守对岸田庄台的清军实力。宋庆立刻派人渡河迎战，日军撤回，清军追击5公里后折返。宋庆将此事电报驻在山海关督战的钦差大臣刘坤一，并称之为“大捷”。刘坤一奖赏宋庆及其部下白银7,000两。光绪帝听闻“捷报”后亦发来电报，谕“统帅之任，全在指挥调度，不专以冲锋陷阵为功”，令其“重整队伍，妥筹部署”。
3月8日清晨，日军以12门火炮向对岸田庄台射击，进行火力试探。清军不明所以，立即全力回应，彻底暴露自身实力。日军随后据此制定了进攻田庄台的作战计划。

### 正式交战
3月9日早上7时许，天气寒冷，有浓雾，日军步兵迅速在辽河左岸集结。上午8时左右，部署在孙家街的日军炮兵以61门火炮向田庄台正面阵地率先发起攻击，清军则以30门火炮还击。同时，日军部署在赏军台的14门山炮、野炮也开始向驻扎在蔡家屯的清军马玉昆部进行炮轰，马玉昆部则以6门火炮还击。瞬时间，交战双方共计百余门火炮对射。炮击进行了约有45分钟之后，清军火力逐渐减弱。9时，日军第一军第三师团的步兵开始强渡辽河，准备向田庄台发起正面进攻。约一小时后，日军步兵已经成功登岸，冲破了清军的第一道防线。见到日军开始渡河，清军并未组织防御，而是四下逃散，等到日军步兵完成登岸时，田庄台正面阵地的清军已经溃散殆尽，还未来得及逃走的清军也全都躲在城内。此时，日军第二军第一师团也已经抢占了马莲坡、西洼子、白家屯，对田庄台形成了自西向南的合围之势，至此，清军的最后一道防线也被日军突破。一部分溃散的清军躲入城内民宅，并从墙后向日军射击，于是日军决定点燃城内所有房屋。
在日军清剿城内残余清军时，清军大部则由田庄台向其东北方向撤退，却被早已占领蔡家屯的日军第五师团堵截。清军在日军第一师团和第五师团的左右夹击之下反复突围，损失惨重。最终，清军指挥宋庆率残部退至双台子，后又退至石山。田庄台之战，于3月9日上午7时开始炮击，至上午11时主要战斗已全部结束，至此，辽南地区所有城镇要隘已悉数被日军占领，驻守在辽南地区的清军也彻底瓦解。

### 伤亡统计
据统计，日军在此次战斗中伤亡160人，其中16人阵亡，144人受伤；清军阵亡2,000余人，伤者无计。

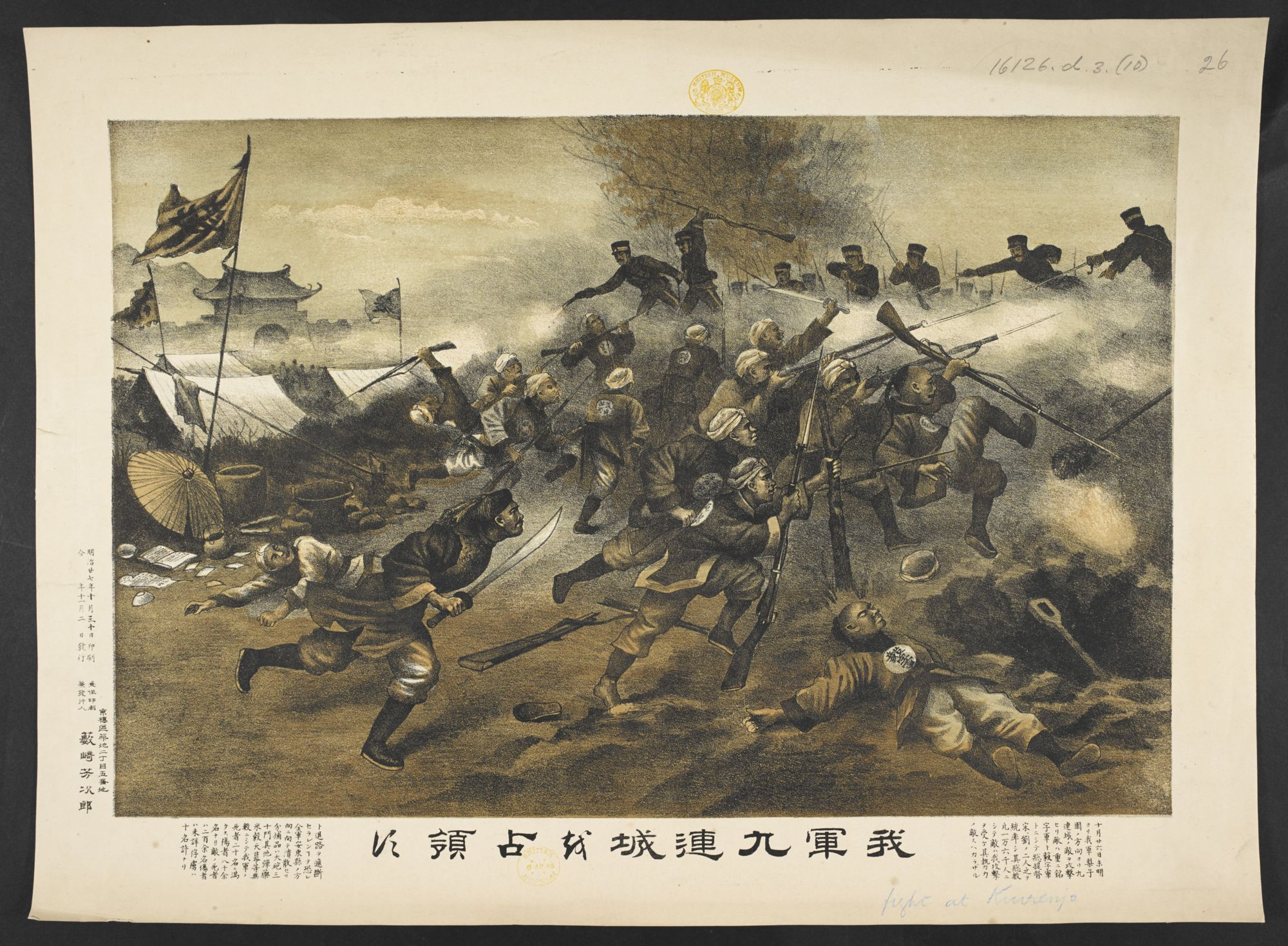
甲午战争中与日军交战的清军
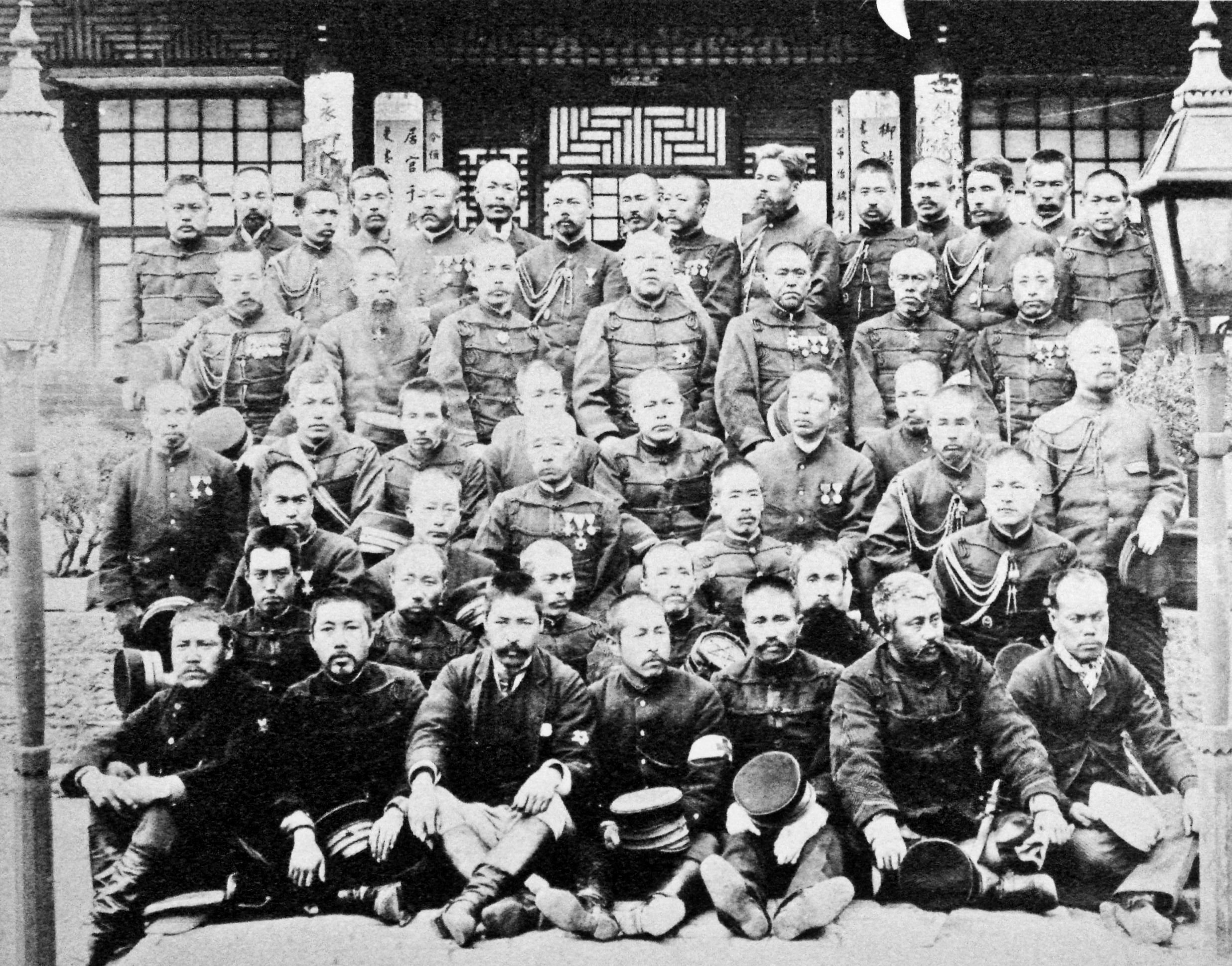
甲午战争时期日军影像

## 清军战败之后

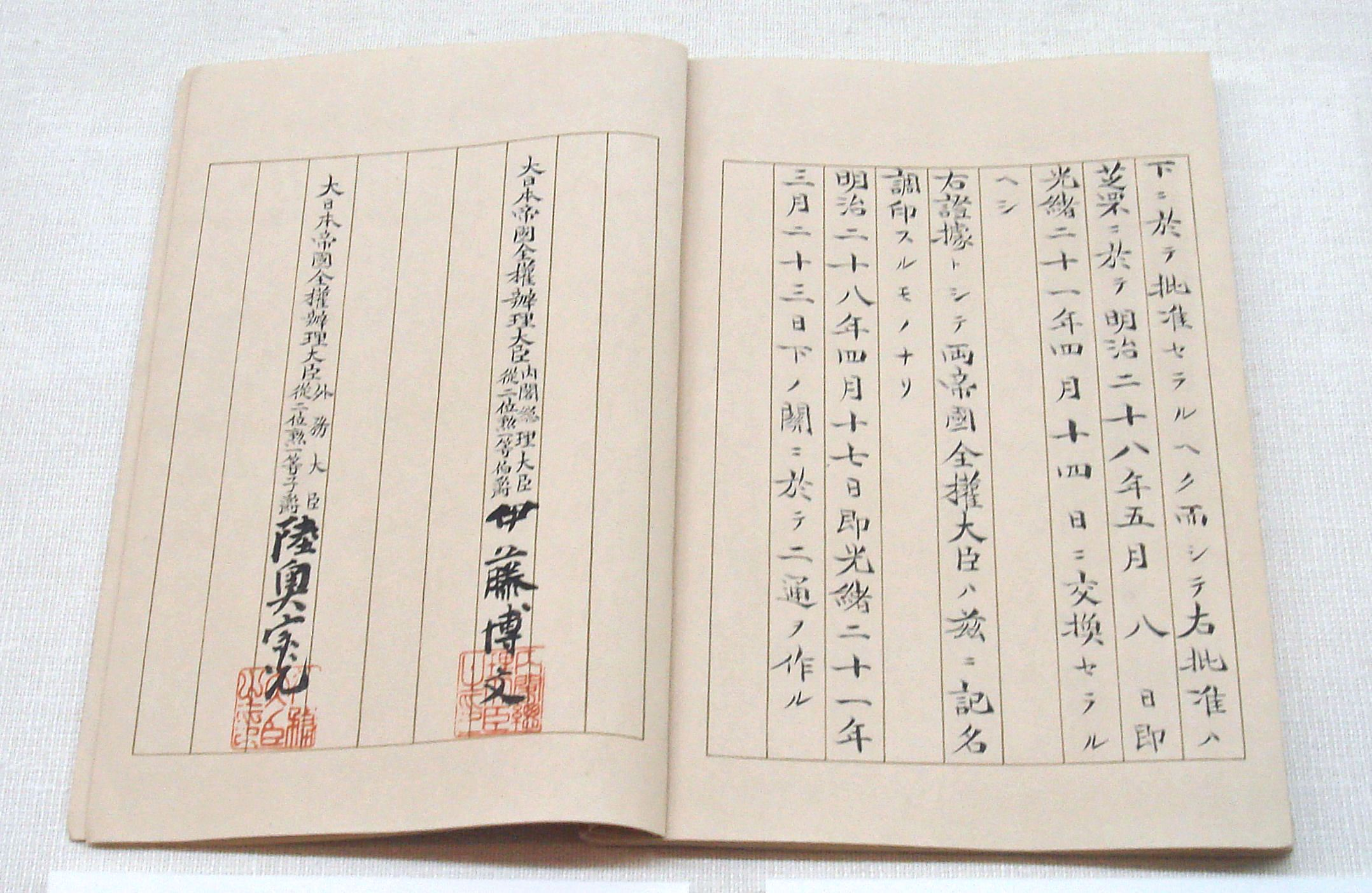
签订于4月17日的《马关条约》

清军自丰岛海战、朝鲜半岛、鸭绿江、辽东半岛、黄海，直至田庄台之战，皆是一败涂地，清廷已无力挽回战局。田庄台之战5天后，即1895年3月14日，清廷派钦差头等全权大臣李鸿章和钦差全权大臣李经方由大沽出发乘船前往日本，并于19日抵达日本马关（今下关市）开始了长达20天的谈判。1895年4月17日，中日签订《马关条约》，中日甲午战争正式结束。